# Per Rosenberg
Per Rosenberg (født 18. december 1972 i Esbjerg) er tv-reporter hos TV-Glad i Esbjerg. Her har han været ansat siden 2001, og arbejder hovedsageligt inden for dansktopmusik. Han har igennem tiden hos TV-Glad også været vært i sine egne programmer, deriblandt programmet Per på job hvor man følger Per prøve kræfter med forskellige jobs, blandt andet at være pædagog i en børnehave. I 2008 kunne man også se Per Rosenberg på det store lærred, da han havde en mindre rolle i den danske komediefilm Blå mænd.